# Low (banda)
Low es un grupo estadounidense de indie rock de Duluth, Minnesota, formado en 1993. El grupo está compuesto por los miembros fundadores Alan Sparhawk (guitarra y voz) y Mimi Parker (batería y voz), junto con Steve Garrington (bajo).
Los bajistas anteriores de la banda incluyen a John Nichols de 1993 a 1994, Zak Sally de 1994 a 2005, y Matt Livingston de 2005 a 2008.
La música de Low se caracteriza por tempos lentos y arreglos minimalistas. Las primeras descripciones a veces se referían a él como un subgénero de rock llamado "slowcore" a menudo en comparación con la banda Bedhead, que tocó este estilo durante la década de 1980 y principios de 1990. Sin embargo, los miembros de Low finalmente desaprobaron el término.
Las armonías vocales de Parker y Sparhawk representan quizás el elemento más distintivo del grupo. El crítico Denise Sullivan escribe que sus voces compartidas son "tan escalofriantes como cualquier cosa que Gram y Emmylou hayan desarrollado, aunque eso no quiere decir que estén impregnadas de country, sino compuestas directamente desde el corazón".

## Historia
La banda se formó en la primavera de 1993. Sparhawk había estado tocando en la banda de Superior, Wisconsin, Zen Identity, cuyo núcleo estaba compuesto por el baterista Robb Berry y el vocalista Bill Walton. Esa banda, necesitada de un nuevo bajista, reclutó a John Nichols. En ese momento, Nichols era senior en el Superior Senior High School, y bajista en la banda Lorenzo's Tractor. Sparhawk mostró las canciones de Zen Identity a Nichols y durante los ensayos los dos comenzaron a improvisar algunos temas muy modestos y tranquilos. Como broma se preguntaban qué pasaría si tocasen música tan tranquila frente a las multitudes de Duluth, que en ese momento se centraban en el sonido fuerte, grunge, "post-punk". Pronto la broma se volvió algo serio. Sparhawk dejó Zen Identity, que continuó actuando y grabando sin él, y él y Nichols reclutaron a la esposa de Sparhawk, Mimi Parker, para tocar un kit de batería muy modesto compuesto por un único tambor de caja, un solo platillo y un tom de un solo piso. Además, solo utilizaría casi exclusivamente cepillos en lugar de baquetas.

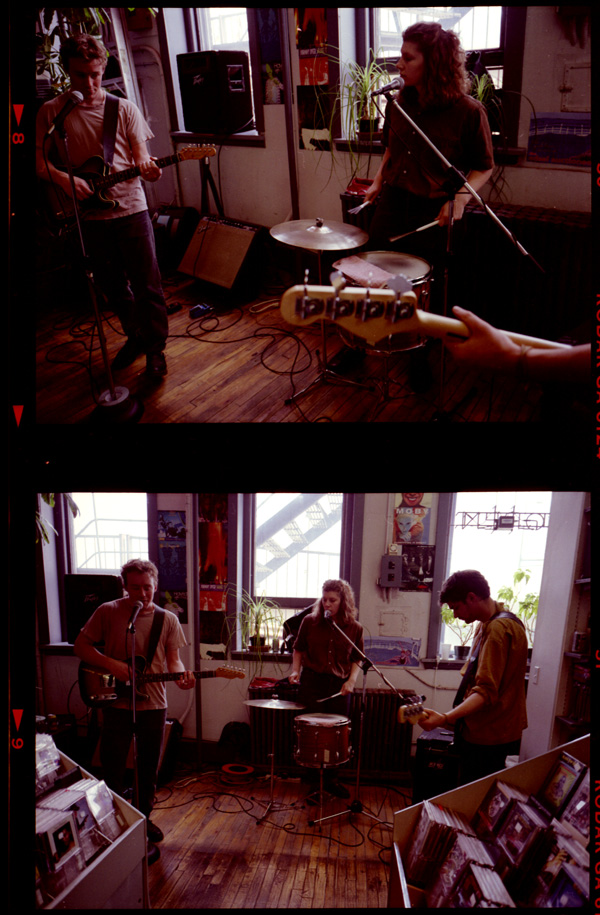
Low en Electric Fetus, Duluth

El álbum debut de Low, I Could Live in Hope, fue lanzado con el sello Vernon Yard de Virgin Records en 1994. Contó con Nichols en el bajo, aunque fue reemplazado por Zak Sally, quien se unió para la grabación del siguiente álbum de la banda Long Division. Tanto I Could Live in Hope como Long Division fueron producidos y grabados por Kramer. Long Division y su continuación, The Curtain Hits the Cast de 1996, sentaron el aprecio de la banda por la crítica; la extensa gira posterior les ayudó a desarrollar una base de fanes muy devota. "Over the Ocean", un sencillo de The Curtain Hits the Cast, también se convirtió en un éxito en la radio universitaria.
Para cuando llegó su siguiente álbum de larga duración (Secret Name, 1999) Low se había pasado al sello independiente Kranky. Entre este y el anterior lanzaron varios sencillos y EP. En 1999, Low unió fuerzas con Dirty Three para grabar una sesión de In The Fishtank para los registros de Konkurrent. Allmusic se refirió al disco de seis canciones como "parte del mejor material que cualquiera de las dos bandas haya producido". Especialmente importante es la larga versión del "Down by the River" de Neil Young. 2001 vio el lanzamiento de Things We Lost in the Fire.
El año siguiente vio el lanzamiento del último LP de la banda en Kranky, Trust. Los tres lanzamientos en este formato en Kranky contaron con productores superestrella: Secret Name y Things We Lost in the Fire cuentan con el trabajo del ingeniero de grabación Steve Albini y Trust fue grabado por Tom Herbers junto con el ingeniero de Duluth Eric Swanson y mezclado por Tchad Blake en los Real World Studios de Peter Gabriel.
En abril de 2003 Peter S. Scholtes del periódico semanal de Twin Cities, City Pages, publicó en su weblog que Sally había dejado Low. Al mes siguiente, la banda publicó una actualización de la noticia en su sitio web: "Todos hemos tenido que lidiar con problemas personales recientemente ... Después de ordenarlo, la buena noticia es que Zak está en la banda ..." En julio de 2003, realizaron una gira por Europa con Radiohead, con Sally en ella . Después de la exitosa gira de principios de 2004 que demostró vívidamente el compromiso de la banda con sus fanes (el embarazo de Parker era evidente), la banda dejó clara su intención de seguir haciendo música firmando con el sello independiente Sub Pop. Para atar los cabos sueltos de la época Low lanzó una recopilación de rarezas de tres discos en su propio sello Chairkickers en 2004.
Desde Secret Name la banda ha diversificado su sonido. El empleo de leves toques de música electrónica para expandir este es reflejo de su permanencia en Kranky así como de su exposición a la escena post-rock del Medio Oeste. Añadiendo un elemento de rock más evidente a su estética, la banda ha utilizado el bajo difuso de Things We Lost In the Fire de forma continua desde entonces, empezando a usar la guitarra principal distorsionada desde Trust. El álbum de 2005, The Great Destroyer, profundiza aún más en esta orientación rock. Grabado con el productor Dave Fridmann y lanzado por Sub Pop en enero de 2005, The Great Destroyer ha recibido críticas mayoritariamente positivas; Village Voice ha destacado "el entusiasmo atronador, comparativamente" del disco.
Low canceló la segunda etapa de su extensa gira en apoyo de The Great Destroyer a finales de la primavera de 2005. La declaración de Sparhawk, publicada en el sitio web de la banda, dirigida directamente a los fanes, detallaba sus problemas personales con la depresión que tuvo como resultado la cancelación de la gira. En agosto de 2005, Sparhawk anunció su regreso embarcándose en una gira por Estados Unidos con el exlíder de los Red House Painters Mark Kozelek. En octubre de 2005, Sally anunció que dejaba la banda siendo reemplazado por Matt Livingston, un bajista y saxofonista de la escena musical de Duluth. Además de tocar el bajo, Livingston también tocó un antiguo órgano del capellán de la Marina en el grupo.
Después de aparecer en Drums and Guns en 2007 y hacer giras con el grupo, Matt Livingston dejó Low en 2008, para ser reemplazado por Steve Garrington.
En 2020 Mimi Parker fue diagnosticada de cáncer de ovarios, siendo su estado de salud revelado públicamente en 2022. El 6 de noviembre de dicho año falleció a causa de esta enfermedad.

## Actuaciones en directo

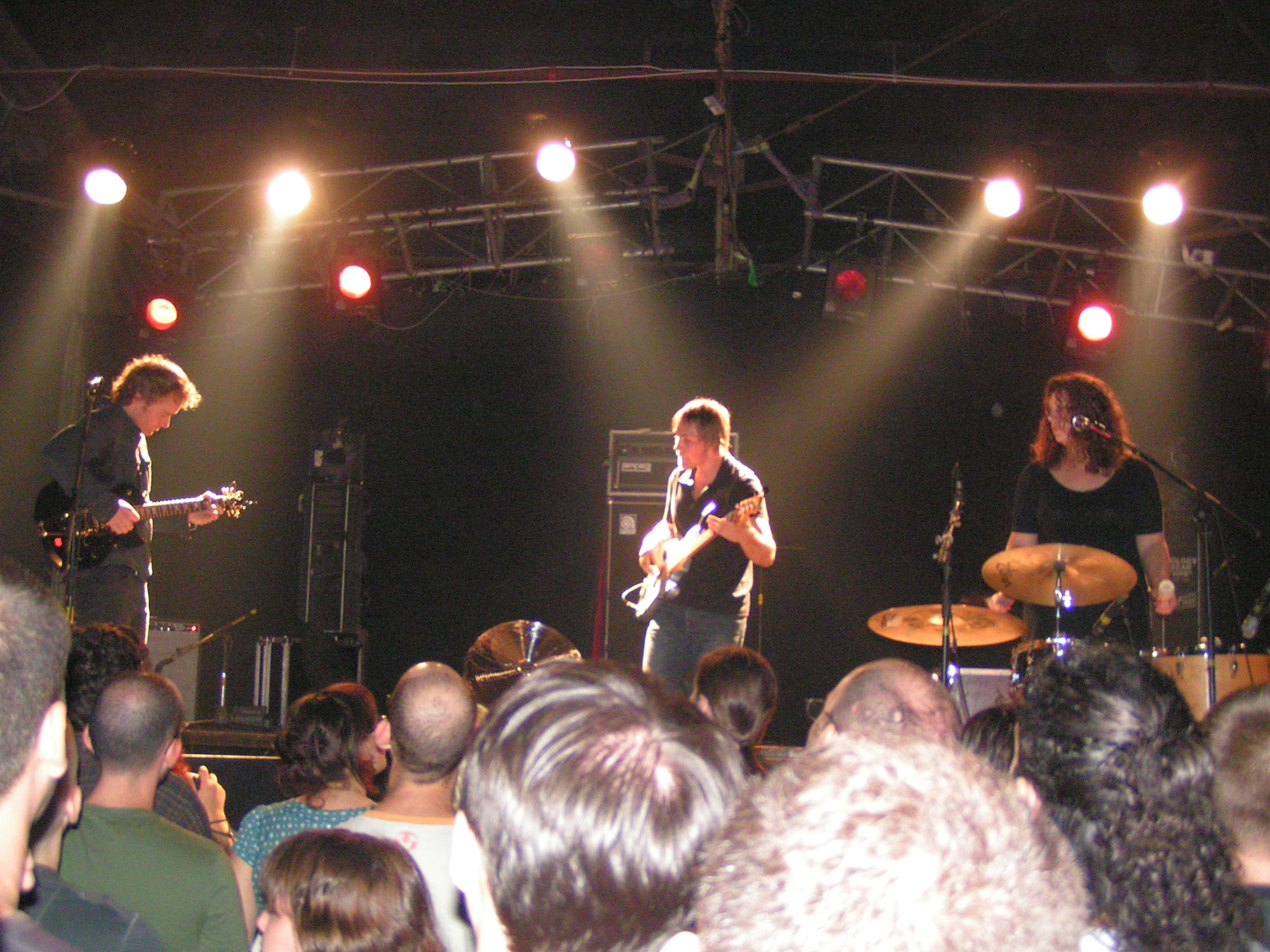
Concierto en el Barby club, Tel Aviv, Israel, 11 de septiembre de 2008

Low son conocidos por sus impresionantes actuaciones en directo. Durante sus primeros años de carrera la banda, a menudo, se enfrentó a públicos poco comprensivos e inatentos en bares y clubes, a los que respondían reduciendo el protocolo rock y bajando su volumen. El enorme rango dinámico de la música inicial de Low lo hacía susceptible al ruido de fondo y a la charla, ya que muchas de sus canciones eran muy tranquilas. El álbum Trust marcó un punto de inflexión, y desde entonces la música de Low ha desarrollado un sonido más enfático.
Sus espectáculos a menudo cuentan con versiones drásticamente reinterpretadas de canciones famosas de Joy Division o The Smiths, además de su propio material original. En sus conciertos está presente un sentido del humor que no necesariamente se encuentra en sus grabaciones; una gira a principios de 2004 contó con una versión de la exitosa canción de OutKast "Hey Ya!." En un concierto en Los Ángeles en Halloween de 1998, la banda sacó el escenario como un acto tributo Misfits, con maquillaje de cadáver y ropa negra.
En el festival End of the Road de 2008 en Dorset, Inglaterra, Sparhawk terminó abruptamente la actuación de la banda rasgando las cuerdas y sacándolas de su guitarra, tirándola al suelo y luego arrojándola a la multitud antes de salir del escenario. Anteriormente había informado a la audiencia que había sido un "día horrible". En 2010 interpretaron the Great Destroyer en el Festival Primavera Sound. El viernes 13 de julio de 2012, Low dio un concierto a la luz de las velas en Halifax Minster.
La actuación de Low en el concierto de Rock the Garden de 2013 consistió en una versión lenta y alargada de su canción de drone rock "Do You Know How to Waltz?" seguida de Alan diciendo: "Drone, no drones", una referencia a una pegatina anti-drone hecha por Luke Heiken de Minneapolis; la actuación dio lugar a una confusión masiva del público y a una discusión en línea muy polarizada. El concierto duró media hora y fue transmitido en directo por The Current, que había estado reproduciendo cortes de su álbum más reciente. Low había realizado un espectáculo más tradicional para The Current en el teatro Fitzgerald a principios de año.

## Éxito comercial
El alcance mainstream de la banda ha sido limitado: su canción más conocida es, sin duda, una versión en modo himno de "The Little Drummer Boy", que aparecía en un anuncio de televisión de la marca Gap en el que se representaba una pelea de bolas de nieve a cámara lenta para que coincidiera con el tempo glacial de la canción. Un remix de su "Halflight" aparecía en la película Mothman Prophecies. La banda hizo su debut en la televisión en 2005 al interpretar el sencillo "California" en un episodio de Last Call with Carson Daly. El 11 de junio de 2007, Scott Bateman, un animador web, anunció que su video para la canción Hatchet (versión Optimimi) de Low sería una de las precargas en el nuevo Zune. También en 2007 grabaron una canción llamada "Family Tree" que apareció en el episodio "Careful" del programa infantil de Nick Jr Yo Gabba Gabba!
El 24 de marzo de 2008, su canción "Point of Disgust" apareció en la serie Skins en el Reino Unido, lo que provocó una avalancha de ventas de descargas en iTunes. Otra de sus canciones, "Sunflower", apareció en el siguiente episodio (episodio 9), y "Breaker" apareció en un episodio posterior. Como el supervisor musical de Skins declaró en la sección Episode Track Listing del sitio web oficial del programa: "Es posible que ya hayas adivinado que todos somos fans bastante grandes de Low en la oficina de Skins[...]" [cita requerida]
La película de 2008 "KillShot", protagonizada por Mickey Rourke y Diane Lane, cuenta con la canción "Monkey" al principio de la película. El documental de 2003 "Tarnation" de Jonathan Caouette presenta las composiciones de Low "Laser Beam", "Embrace" y "Back Home Again" junto a temas de artistas como Red House Painters y The Magnetic Fields. "Laser Beam" también apareció en el episodio 4 temporada 2 de Misfits. Low fue el objeto del documental de 2008 Low: You May Need a Murderer.
En 2010 Robert Plant grabó dos temas de Low que fueron incluidos en su álbum Band of Joy. Las dos canciones en cuestión eran "Monkey" y "Silver Rider" del LP "The Great Destroyer". En una entrevista, Plant dijo de The Great Destroyer: "Es una música fantástica; siempre ha estado en casa sonando junto a Jerry Lee Lewis y Howlin' Wolf, ya sabes. Hay espacio para todo." Se rumorea que Plant fue introducido a la música de Low por el guitarrista y productor Buddy Miller, quien ha trabajado tanto con Plant como con Low en el pasado, incluyendo el hacerse cargo de la guitarra en Band of Joy. Curiosamente, en los créditos del disco referidos a "Monkey" y "Silver Rider" aparecen como autores "Zachary Micheletti, Mimi Parker, George Sparhawk" según la lista oficial en la base de datos editorial de BMI. Es notable que Sparhawk actúa bajo el seudónimo "Chicken-Bone George" en su proyecto paralelo Black Eyed Snakes.
La banda fue elegida por Jeff Mangum de Neutral Milk Hotel para actuar en el festival All Tomorrow's Parties en marzo de 2012 en Minehead, Inglaterra.
En noviembre de 2013 su canción "Blue Christmas" apareció como parte de la banda sonora de la temporada 4, episodio 7 ("Chapter 28") de Eastbound & Down de HBO.
En junio de 2017, la canción "Especially Me" apareció en la temporada 5, episodio 8 ("Tied to the Tracks") de Orange Is the New Black de Netflix.
En agosto de 2019, la canción "Dancing and Blood" aparece en la temporada 3, episodio 6 de 13 Reasons Why de Netflix.

## Vidas personales

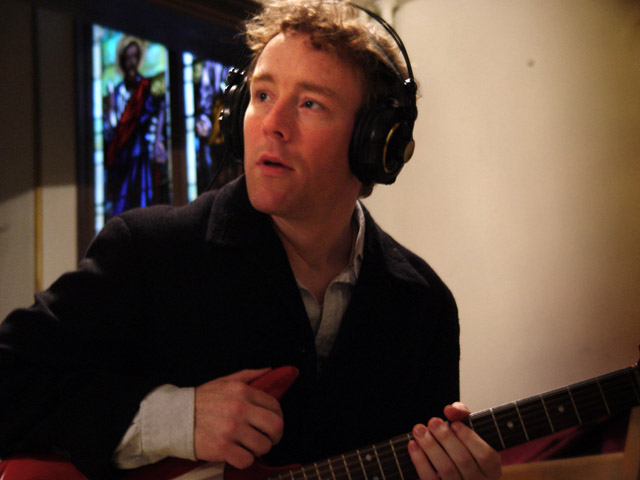
Alan Sparhawk en 2004 grabando en el Sagrado Corazón de Duluth. (Foto de Joe Cunningham)

Sparhawk y Parker estuvieron casados hasta la muerte de esta, tuvieron dos hijos y ambos eran miembros practicantes de La Iglesia de Jesucristo de los Santos de los Últimos Días, también conocida como la fe mormona. (Sparhawk nació en una familia mormona en Seattle, y durante algún tiempo vivió en Utah antes de mudarse a Minnesota a la edad de nueve años; también asistió brevemente a la Universidad Brigham Young. Parker es una conversa.)
En 2006, Sparhawk participó en la recaudación de fondos para la construcción de una escuela en Namuncha, Kenia, que visitó en agosto de ese año. En el sitio web de Low se le cita diciendo: "Mi visita a Namuncha, Kenia, en agosto fue una de las experiencias más impresionantes de mi vida hasta ahora".

## Proyectos paralelos
Low posee un sello discográfico, Chairkickers' Union, que lanza tanto material de otros músicos como Rivulets y Haley Bonar como propio. Sparhawk es notablemente activo en la pequeña pero vibrante escena musical independiente de Duluth; lleva un estudio de grabación en la ciudad, en una iglesia desconsagrada que naturalmente proporciona la exuberante reverberación característica del sonido de Low. El sello Chairkickers ofrece otra salida para los músicos de Duluth, ya que la mayoría de los grupos en la etiqueta son de esa ciudad, o al menos de Minnesota y sus alrededores.
Sally ha realizado giras como bajista con Dirty Three, y Sparhawk ha dedicado mucho tiempo y energía a su proyecto Black Eyed Snakes, una banda de revival blues-rock bastante alejada de la estética Low. Recientemente Sparhawk también se ha visto con un nuevo proyecto paralelo llamado The Retribution Gospel Choir. Matt Livingston, que se convirtió en bajista de Low a finales de 2005, también tocó en The Retribution Gospel Choir, y posteriormente fue reemplazado por Steve Garrington. En la primera gira de Retribution (otoño de 2005), tocaron la canción de Low "From Your Place on Sunset". El crossover musical entre las bandas de Sparhawk fue en ambas direcciones, ya que dos canciones lanzadas originalmente en un EP de gira de RGC, "Hatchet" y "Breaker", fueron versionadas más tarde en el lanzamiento de Low Drums and Guns (antes de llegar al debut homónimo de RGC). Del mismo modo, Low and the Black-Eyed Snakes han tocado algunas canciones superpuestas, como "Lordy".
Sparhawk y Sally también hicieron varias grabaciones en un estilo más dominado por los sintetizadores, que recuerda a la banda Orchestral Manoeuvres in the Dark, bajo el nombre de The Hospital People. De estas, la que tuvo mayor distribución fue "Crash / We'll Be Philosophers", lanzado como un vinilo transparente de 7 pulgadas por Duck Suit Records. Sparhawk y Sally también han tocado en vivo como The Tooth Fairies, con Sally actuando en la batería y Sean Erspamer en el bajo; los sets de The Tooth Fairies consistían básicamente en versiones de los Stooges, MC5, y bandas similares. Sally es autor de varias obras encuadradas en el género de la 'novela gráfica', y también es el autor del diseño del primer álbum en solitario de David Bazan (anteriormente Pedro the Lion), el EP Fewer Moving Parts, que fue relanzado recientemente por Barsuk. Durante un tiempo se rumoreó que Mimi Parker había comenzado una banda de punk llamada Rubbersnake, pero esto fue una broma interna por parte de la banda. En 2007 Sparhawk hizo una sesión de video acústico Take-Away Show filmada por Vincent Moon.
En abril de 2012 Low colaboró con el artista Peter Liversidge para su actuación en el Royal Festival Hall de Londres. Low colaboró de nuevo con el artista para su actuación en el Barbican Centre de Londres en abril de 2013.
En 2011 Sparhawk comenzó a colaborar con su compañera violinista y vocalista de Duluth, Gaelynn Lea, en una banda llamada The Murder of Crows. El dúo toca obras originales de Lea, instrumentales y versiones, usando pedales de loop y arreglos despojados que crean un sonido inquietante.

## Discografía

### Álbumes de estudio
- I Could Live in Hope – (Vernon Yard, 1994)
- Long Division – (Vernon Yard, 1995)
- The Curtain Hits the Cast – (Vernon Yard, 1996)
- Secret Name – (Kranky, 1999)
- Things We Lost in the Fire – (Kranky, 2001)
- Trust – (Kranky, 2002)
- The Great Destroyer – (Sub Pop, 2005)
- Drums and Guns – (Sub Pop, 2007)
- C'mon – (Sub Pop, 2011)
- The Invisible Way – (Sub Pop, 2013)
- Ones and Sixes – (Sub Pop, 2015)
- Double Negative – (Sub Pop, 2018)
- Hey what – (Sub Pop, 2021)

### Listas
| Título del álbum y detalles                                  | Posición más alta en las listas | Posición más alta en las listas | Posición más alta en las listas | Posición más alta en las listas | Posición más alta en las listas | Certificados |
| Título del álbum y detalles                                  | US                              | UK                              | FR                              | IRE                             | NED                             | Certificados |
| ------------------------------------------------------------ | ------------------------------- | ------------------------------- | ------------------------------- | ------------------------------- | ------------------------------- | ------------ |
| The Great Destroyer - Año lanzamiento: 2005 - Sello: Sub Pop | 13 (Heatseekers)                | 72                              | 190                             | 30                              | –                               |              |
| Drums and Guns - Año lanzamiento: 2008 - Sello: Sub Pop      | 196                             | –                               | –                               | 54                              | –                               |              |
| C'mon - Año lanzamiento: 2011 - Sello: Sub Pop               | 73                              | 49                              | –                               | 55                              | –                               |              |
| The Invisible Way - Año lanzamiento: 2013 - Sello: Sub Pop   | 76                              | 44                              | 190                             | 39                              | 99                              |              |
| Ones and Sixes - Año lanzamiento: 2015 - Sello: Sub Pop      | 158                             | 35                              | 115                             | 45                              | 34                              |              |
| Double Negative - Año lanzamiento: 2018 - Sello: Sub Pop     | –                               | 26                              | –                               | 69                              | 114                             |              |
| Hey What - Año lanzamiento: 2021 - Sello: Sub Pop            |                                 |                                 |                                 |                                 |                                 |              |

### EPs
- Low – (Summershine, 1994)
- Finally... (EP) – (Vernon Yard Recordings, 1996)
- Transmission (EP) – (Vernon Yard Recordings, 1996)
- Songs for a Dead Pilot (EP) – (Kranky, 1997)
- Christmas (EP) – (Kranky, 1999)
- Bombscare (con Spring Heel Jack) (EP) – (Tugboat, 2000)
- The Exit Papers (EP) ("a soundtrack to an imaginary film") – (Temporary Residence Limited, 2000)
- In the Fishtank (con Dirty Three) (12", EP) – (In the Fishtank, 2001)
- Murderer (10") – (Vinyl Films, 2003)
- Plays Nice Places (2012)

### Sencillos
- "Over the Ocean" (maxisencillo) – (Vernon Yard Recordings, 1996)
- "If You Were Born Today (Song For Little Baby Jesus) (7")" – (Wurlitzer Jukebox, 1997)
- "No Need" (split maxi-single con Dirty Three) – (Touch And Go, 1997)
- "Venus" (7") – (Sub Pop Records, 1997)
- "Joan of Arc (7")" – (Tugboat Records, 1998)
- "Sleep at the Bottom" (split 7" con Piano Magic & Transient Waves) – (Rocket Girl, 1998)
- "Immune (7")" – (Tugboat Records, 1999)
- "Dinosaur Act" (7", maxisencillo) – (Tugboat Records, 2000)
- "K. / Low" (split) (7", maxi-single) – (Tiger Style, 2001)
- "Last Night I Dreamt That Somebody Loved Me & Because You Stood Still" (CD single) – (Chairkickers' Music, 2001)
- "Canada" (7", maxisencillo) – (Rough Trade (UK), 2002)
- "David & Jude / Stole Some Sentimental Jewellery" (7") (split 7" con Vibracathedral Orchestra) – (Misplaced Music, 2002)
- "California" (maxisencillo) – (Rough Trade (UK), 2004)
- "Tonight" (12", maxi-single) – (Buzzin' Fly Records, 2004)
- "Hatchet (Optimimi Version)" (7") – (Sub Pop Records, 2007)
- "Santa's Coming Over" (7") – (Sub Pop Records, 2008)
- "Just Make It Stop" (Sub Pop Records, 2013)
- "Stay" (versión de Rihanna, lanzamiento digital ) (Sub Pop Records, 2013)
- "What Part Of Me" (Sub Pop Records, 2015)
- "Lies" (Sub Pop Records, 2015)
- Low / S. Carey – "Not a Word" / "I Won't Let You" (Sub Pop Records, 2016, Lanzamiento del día de la tienda de discos)'
- "Let's Stay Together" (versión de Al Green) (2018)
- "Quorum" / "Dancing and Blood" / "Fly" (2018)

### Álbumes en directo
- Maybe They Are Not Liking the Human Beings (lanzamiento semioficial) – (Saturday Night Beaver, 1998)
- One More Reason to Forget – (Bluesanct, 1998)
- Paris '99: "Anthony, Are You Around?" – (P-Vine Records, 2001)

### Miscelánea
- owL Remix – (Vernon Yard Recordings, 1998)
- The Mothman Prophecies — Música para la película – "Half Light (Single)", "Half Light (Tail Credit)" – (Lakeshore Records, 2002)
- A Lifetime of Temporary Relief: 10 Years of B-Sides and Rarities (Caja) – (Chairkickers' Music, 2004)
- We Could Live in Hope: A Tribute to Low – (Fractured Discs, 2004)
- Tonight The Monkeys Die (Low Remixes) – (Chairkickers' Music, 2005)

### Recopilatorios
- A Means to an End: The Music of Joy Division – (Hut Recordings, 1995)
- Indie-Rock Flea Market Part 2 (7") – (Flip Recording Company, 1995)
- New Music June – (College Music Journal, 1995)
- The Paper 7" – (Papercut Records, 1997)
- A Tribute to Spacemen 3 – (Rocket Girl, 1998)
- Astralwerks 1998 Summer Sampler – (Astralwerks, 1998)
- Kompilation – (Southern Records, 1998)
- Shanti Project Collection – (Badman Recording Co. Jr., 1999)
- Duluth Does Dylan – (Spinout Records, 2000)
- Take Me Home: A Tribute To John Denver – (Badman Recording Co., 2000)
- A Rocket Girl Compilation – (Rocket Girl, 2001)
- Benicàssim 2001 – (Festival Internacional de Benicàssim, 2001)
- *Seasonal Greetings – (Mobile Records, 2002)
- Une Rentrée 2002 – Tome 1 – (Les Inrockuptibles, 2002)
- Another Country – Songs of Dignity & Redemption from the Other Side of the Tracks – (Agenda, 2003)
- Buzzin' Fly Volume One: Replenishing Music For The Modern Soul – (Buzzin' Fly Records, 2004)
- The Trip – Snow Patrol – (Family Recordings (UK), 2004)
- Duyster. – (Play It Again Sam (PIAS), 2005)
- This Bird Has Flown – A 40th Anniversary Tribute to the Beatles' Rubber Soul – (Razor & Tie, 2005)
- Rough Trade Shops – Counter Culture 05 – (V2 Records, Inc., 2006)
- Elegy Sampler 47 – (Elegy, 2007)
- Sounds – Now! – (Musikexpress, 2007)
- Dead Man's Town: A Tribute to Springsteen's Born in the U.S.A – (Lightning Rod, 2014)